# Les Chanteurs (Tourgueniev)
Les Chanteurs est une nouvelle d'Ivan Tourgueniev parue dans la revue russe Le Contemporain en 1850. La nouvelle fait partie du recueil Mémoires d'un chasseur et raconte un concours de chant dans une taverne.

## Résumé
Le pauvre village de Kolotovka a un cabaret réputé, « Le Refuge », dont le propriétaire Nicolas Ivanytch a su se faire une clientèle au-delà des limites du village. Le narrateur, qui chasse dans les environs, s’y arrête par une chaude journée de juillet et, par chance, il va pouvoir assister à un concours de chant improvisé entre la célébrité locale, Iachka le Turc, vingt-trois ans, et l’entrepreneur de Jizda, la trentaine.
Les organisateurs du concours sont l’Ahuri, ancien domestique, célibataire et ivrogne, « mal inévitable de toutes les réjouissances des environs » ; le Clignoteur, ancien cocher affranchi et maintenant heureux en affaires ; le Seigneur sauvage, force de la nature et autorité morale locale.
On tire au sort, et c’est l’entrepreneur qui commence. Il est ténor léger. Il chante longtemps, et l’Ahuri le félicite chaudement.  Tous reconnaissent son talent.
Iachka débute, et tous s’entre-regardent : c’est une voix passionnée, forte, irrésistible, une voix russe. Quand il s’arrête, l’entrepreneur vient le voir et félicite le vainqueur.
Le narrateur les quitte pour ne pas gâcher le plaisir qu’il vient d’avoir à l’écouter. Quand il repasse le soir, ils sont tous ivres. Il rentre chez lui, ayant encore la voix d’Iachka dans la tête.

## Extraits
- « Les ivrognes tapageurs la redoutent ; elle ne les aime guère, car ils font plus de bruit que de dépense, et préfère les buveurs taciturnes, renfrognés. »
- « Il chantait, et chaque note de sa voix nous révélait quelque chose de familier, d’immensément large : la steppe semblait s’ouvrir devant nous….  »
- « Craignant de gâter l’impression que je venais d’éprouver, je sortis après avoir jeté un dernier regard à Iachka.  »

## Édition française
- Les Chanteurs, traduit par Françoise Flamant, Éditions Gallimard, Bibliothèque de la Pléiade, 1981  (ISBN 978 2 07 010980 7).